# جهان‌های بیرونی
جهان‌های بیرونی (انگلیسی: The Outer Worlds) یک بازی ویدئویی در سبک نقش‌آفرینی اکشن است که توسط آبسیدین انترتینمنت توسعه یافته و به‌وسیلهٔ بخش خصوصی و در ۲۵ اکتبر ۲۰۱۹ و در پلت‌فرم‌های مایکروسافت ویندوز، پلی‌استیشن ۴، و ایکس‌باکس وان منتشر شده است. نسخه کنسول نینتندو سوئیچ این بازی نیز در ژوئن سال ۲۰۲۰ عرضه شد. آبسیدین دو محتوای قابل دانلود منتشر کرد، و نسخه‌ای بازسازی شده از آن را در مارس ۲۰۲۳ برای پلی‌استیشن ۵، مایکروسافت ویندوز و ایکس‌باکس سری اکس/اس با عنوان جهان‌های بیرونی: نسخهٔ انتخابی اسپیسر عرضه کرد.
دنباله‌ای تحت عنوان جهان‌های بیرونی ۲ قرار است در سال ۲۰۲۵ برای پلی‌استیشن ۵، مایکروسافت ویندوز و ایکس‌باکس سری اکس/اس توسط آبسیدین انترتینمنت و ایکس‌باکس گیم استودیوز منتشر شود.